# Nina Kámneva
Nina Alekséievna Kámneva (en ruso: Нина Алексеевна Камнева) fue una ingeniera militar que alcanzó la graduación de Coronel-ingeniero, nacida en el antiguo Imperio Ruso en 1916 y fallecida en 1973 en la Unión Soviética.

## Biografía
Nació en 1916 y se graduó en el Instituto Central de Educación Física de Moscú.

## Carrera militar y paracaidística
Nina fue una de las instructoras paracaidistas más famosas en el periodo anterior a la 2ª Guerra Mundial y dedicó toda su vida a la Aviación. Tras graduarse del instituto de educación física, se formó, atraída por el paracaidismo, en la Escuela central del OSOAVIAJIM, siendo una de las primeras instructoras paracaidistas. El 13 de agosto de 1934 batió el récord mundial femenino de caída libre, al saltar desde 2750 metros y abrir el paracaídas a 250 metros de altura, con un retardo de apertura de 58 segundos.
Kamneva fue la primera saltadora galardonada con el título de “Maestra del Paracaidismo de la URSS”. Terminó sus estudios en la Academia Aérea Militar de Zhukovsky y se encargó durante muchos años de la instrucción paracaidista del personal del ejército soviético en la Academia Chkalov.

## Premios
- Orden de Lenin
- Orden de la Bandera Roja
- Orden de la Estrella Roja
- Maestro del Deporte en Paracaidismo de la URSS
- Diversas medallas adicionales

## Legado y recuerdo
Primera mujer en saltar, el 17 de marzo de 1933,  de un aparato Polikarpov Po-2 en el Aeródromo Túshino
Primera mujer en recibir el galardón de “Maestra del Paracaidismo de la URSS”
Junto a Tamara Ivanova y Lyuba Berlin, Nina formó parte del primer curso de instructores paracaidistas de la URSS.